# Клинтън (окръг, Илинойс)
Вижте пояснителната страница за други значения на Клинтън.
Окръг Клинтън (на английски: Clinton County) е окръг в щата Илинойс, Съединени американски щати. Площта му е 1303 km², а населението - 36 633 души. Административен център е град Карлайл.